# Outo
Outo ist ein Arrondissement im Departement Zou im westafrikanischen Staat Benin. Es ist eine Verwaltungseinheit, die der Gerichtsbarkeit der Kommune Djidja untersteht.

## Demografie und Verwaltung
Gemäß der Volkszählung 2013 des beninischen Statistikamtes INSAE hatte das Arrondissement 5958 Einwohner, davon waren 2944 männlich und 3014 weiblich.
Von den 95 Dörfern und Quartieren der Kommune Djidja entfallen sechs auf Outo:
1. Aklinmè
2. Amontika
3. Chié
4. Houto
5. Kokoroko
6. Vévi